# سيلهيت جمال الدين
سيلهيت جمال الدين (ولدت 23 ديسمبر 1978 في مدينة نانتير، فرنسا) هي رياضية في مسابقات المضمار من جزر القمر.
نافست في سباق 400 متر حواجز للسيدات في الأولمبياد الصيفية عام 2004 في مدينة أثينا اليونانية، وأنهت السباق في المركز الأخير.
وتحمل الرقم القياسي لجزر القمر في سباق 400 متر، و800 متر، و400 متر حواجز.

## روابط خارجية
- سيلهيت جمال الدين على موقع الاتحاد الدولي لألعاب القوى (الإنجليزية)
- سيلهيت جمال الدين على موقع الاتحاد الفرنسي لألعاب القوى (الفرنسية)
- سيلهيت جمال الدين على موقع اللجنة الأولمبية الدولية (الإنجليزية)
- سيلهيت جمال الدين على موقع أوليمبيديا (الإنجليزية)